# 维尔日妮·阿诺尔德
维尔日妮·阿诺尔德（法語：Virginei Arnold，1979年12月24日—），生于比斯卡尔罗斯，法国女子射箭运动员。曾联同索菲·多德蒙和贝伦热蕾·舒获得2008年北京奥运女子射箭团体赛铜牌。